# 韦晴光
韦晴光（1962年7月2日—），现名伟关晴光（日语：／），广西南宁人，中国/日本乒乓球运动员。
韦晴光于1972年开始接受专业训练，并进入广西队，1984年代表广西获得全国团体、男单、混双三项冠军，次年又获得全国男双冠军，进入国家队。
1987年和1988年，韦晴光与陈龙灿合作，先后获得第39届世乒赛和汉城奥运会男双冠军。1990年北京亚运会后退役。
1991年，韦前往日本打球，1997年加入日本国籍，改名伟关晴光，转而代表日本打球，曾出战悉尼奥运会。后曾兼任日本乒乓球队教练。
2007年10月4日，45岁的伟关晴光退出现役。前男子世界冠军伊藤繁雄、王辉、前亚洲冠军刘阳（原文如此）等人出席了伟关晴光的退役记者会。
退役之后，伟关晴光放弃继续担任日本乒乓球国家队教练，在日本青森山田学院担任教练。
2018年前后，担任JOC精英学院（ＪＯＣエリートアカデミー）的教练，指导张本智和。
2022年，據新聞報導，伟关晴光現為台灣桌球選手林昀儒的教練。

## 日本姓氏由来
“伟关”这一姓氏是韦晴光将他本人和妻子的姓氏放在一起，再经日本化后而成的，日本常用漢字及人名用漢字没有“韦”字，無法用於姓名，但有“伟” (偉) 字，于是改“韦”为“伟” (偉) 。韦晴光的妻子姓“石”叫石小娟，而“石”的日文音讀发音与“关(日文漢字寫作)”的日语訓讀发音完全相同，皆唸為（Seki）。“伟关”这一姓氏由韦晴光原创，在日本绝无仅有。